# Nauki o Ziemi
Nauki o Ziemi lub geonauki obejmują wszystkie dziedziny nauk przyrodniczych związanych z planetą Ziemią. Jest to gałąź nauki zajmująca się fizycznymi, chemicznymi i biologicznymi złożonymi strukturami oraz synergicznymi powiązaniami czterech sfer Ziemi: biosfery, hydrosfery/kriosfery, atmosfery i geosfery (lub litosfery). Nauki o Ziemi mogą być uznawane za dział nauk planetarnych, lecz posiadają znacznie starszą historię

## Geologia
Geologia jest ogólnie rzecz biorąc nauką o strukturze, składzie i procesach zachodzących na Ziemi. Geologia w dużej mierze koncentruje się na badaniu litosfery, czyli powierzchni Ziemi, obejmującej skorupę ziemską i skały. Obejmuje ona właściwości fizyczne oraz procesy zachodzące w litosferze, a także sposób, w jaki są one kształtowane przez energię geotermalną. Geologia integruje elementy chemii, fizyki i biologii, jako że elementy te wzajemnie oddziałują w obrębie procesów geologicznych. Geologia historyczna to zastosowanie metod geologicznych do interpretacji historii Ziemi i zachodzących w niej zmian na przestrzeni czasu.
Geochemia bada chemiczne składniki i procesy zachodzące na Ziemi. Geofizyka zajmuje się badaniem właściwości fizycznych Ziemi. Paleontologia bada skamieniałe materiały biologiczne znajdujące się w litosferze. Geologia planetarna bada geonaukę w odniesieniu do ciał pozaziemskich. Geomorfologia analizuje pochodzenie krajobrazów. Geologia strukturalna bada deformacje skał prowadzące do powstawania gór oraz obniżeń terenu. Geologia zasobów zajmuje się badaniem sposobów pozyskiwania zasobów energetycznych z minerałów. Geologia środowiskowa bada wpływ zanieczyszczeń i substancji szkodliwych na glebę i skały. Mineralogia to nauka o minerałach, obejmująca badanie ich powstawania, struktury krystalicznej, zagrożeń związanych z minerałami oraz ich właściwości fizycznych i chemicznych. Petrologia to nauka o skałach, obejmująca ich powstawanie i skład. Petrografia jest działem petrologii, który zajmuje się typologią i klasyfikacją skał.

## Podział nauki o ziemi
W latach 2011–2018 zaliczano do nich:
- geofizyka
- geografia
- geologia
- oceanografia.

W rozporządzeniu Ministra Edukacji i Nauki z dnia 11 października 2022 roku wskazano wyodrębnioną dziedzinę nauk ścisłych i przyrodniczych, która obejmuje dyscypliny:
- astronomia
- biotechnologia
- informatyka
- matematyka
- nauki biologiczne
- nauki chemiczne
- nauki fizyczne
- nauki o Ziemi i środowisku.

Rozporządzenie z 2018 r. w ramach tej dziedziny nauk nie wymieniało biotechnologii.